# Parasarcophaga paularnaudi
Parasarcophaga paularnaudi är en tvåvingeart som beskrevs av Andy Z. Lehrer 1981. Parasarcophaga paularnaudi ingår i släktet Parasarcophaga och familjen köttflugor.
Artens utbredningsområde är Libanon. Inga underarter finns listade i Catalogue of Life.